# Kihoku, Mie
Kihoku (紀北町 Kihoku-chō) là thị trấn thuộc huyện Kitamuro, tỉnh Mie, Nhật Bản. Tính đến ngày 1 tháng 10 năm 2020, dân số ước tính thị trấn là 14.604 người và mật độ dân số là 57 người/km2. Tổng diện tích thị trấn là 256,5 km2.

## Địa lý

### Đô thị lân cận
- Mie
  - Owase
  - Ōdai
  - Taiki
- Nara
  - Kamikitayama

### Khí hậu
| Dữ liệu khí hậu của Kihoku, Mie          | Dữ liệu khí hậu của Kihoku, Mie | Dữ liệu khí hậu của Kihoku, Mie | Dữ liệu khí hậu của Kihoku, Mie | Dữ liệu khí hậu của Kihoku, Mie | Dữ liệu khí hậu của Kihoku, Mie | Dữ liệu khí hậu của Kihoku, Mie | Dữ liệu khí hậu của Kihoku, Mie | Dữ liệu khí hậu của Kihoku, Mie | Dữ liệu khí hậu của Kihoku, Mie | Dữ liệu khí hậu của Kihoku, Mie | Dữ liệu khí hậu của Kihoku, Mie | Dữ liệu khí hậu của Kihoku, Mie | Dữ liệu khí hậu của Kihoku, Mie |
| Tháng                                    | 1                               | 2                               | 3                               | 4                               | 5                               | 6                               | 7                               | 8                               | 9                               | 10                              | 11                              | 12                              | Năm                             |
| ---------------------------------------- | ------------------------------- | ------------------------------- | ------------------------------- | ------------------------------- | ------------------------------- | ------------------------------- | ------------------------------- | ------------------------------- | ------------------------------- | ------------------------------- | ------------------------------- | ------------------------------- | ------------------------------- |
| Cao kỉ lục °C (°F)                       | 20.1 (68.2)                     | 23.2 (73.8)                     | 26.2 (79.2)                     | 31.8 (89.2)                     | 31.7 (89.1)                     | 36.4 (97.5)                     | 37.8 (100.0)                    | 37.9 (100.2)                    | 36.7 (98.1)                     | 31.7 (89.1)                     | 27.1 (80.8)                     | 25.4 (77.7)                     | 37.9 (100.2)                    |
| Trung bình ngày tối đa °C (°F)           | 11.3 (52.3)                     | 12.2 (54.0)                     | 15.2 (59.4)                     | 19.7 (67.5)                     | 23.2 (73.8)                     | 25.8 (78.4)                     | 29.6 (85.3)                     | 30.9 (87.6)                     | 28.2 (82.8)                     | 23.6 (74.5)                     | 18.8 (65.8)                     | 13.7 (56.7)                     | 21.0 (69.8)                     |
| Trung bình ngày °C (°F)                  | 6.2 (43.2)                      | 6.9 (44.4)                      | 9.8 (49.6)                      | 14.3 (57.7)                     | 18.3 (64.9)                     | 21.6 (70.9)                     | 25.5 (77.9)                     | 26.5 (79.7)                     | 23.7 (74.7)                     | 18.7 (65.7)                     | 13.3 (55.9)                     | 8.3 (46.9)                      | 16.1 (61.0)                     |
| Tối thiểu trung bình ngày °C (°F)        | 1.3 (34.3)                      | 1.8 (35.2)                      | 4.4 (39.9)                      | 8.9 (48.0)                      | 13.5 (56.3)                     | 18.0 (64.4)                     | 22.1 (71.8)                     | 23.0 (73.4)                     | 20.1 (68.2)                     | 14.5 (58.1)                     | 8.4 (47.1)                      | 3.3 (37.9)                      | 11.6 (52.9)                     |
| Thấp kỉ lục °C (°F)                      | −4.7 (23.5)                     | −5.1 (22.8)                     | −3.0 (26.6)                     | −0.9 (30.4)                     | 3.4 (38.1)                      | 8.6 (47.5)                      | 15.3 (59.5)                     | 15.7 (60.3)                     | 11.5 (52.7)                     | 2.7 (36.9)                      | −0.9 (30.4)                     | −4.1 (24.6)                     | −5.1 (22.8)                     |
| Lượng Giáng thủy trung bình mm (inches)  | 70.9 (2.79)                     | 80.0 (3.15)                     | 164.3 (6.47)                    | 207.3 (8.16)                    | 253.4 (9.98)                    | 312.9 (12.32)                   | 273.6 (10.77)                   | 262.2 (10.32)                   | 474.0 (18.66)                   | 333.8 (13.14)                   | 147.8 (5.82)                    | 90.2 (3.55)                     | 2.670,2 (105.13)                |
| Số ngày giáng thủy trung bình (≥ 1.0 mm) | 5.4                             | 6.3                             | 9.8                             | 9.7                             | 11.1                            | 14.2                            | 12.6                            | 11.4                            | 13.7                            | 11.7                            | 7.0                             | 5.6                             | 118.5                           |
| Số giờ nắng trung bình tháng             | 193.1                           | 172.7                           | 189.8                           | 194.3                           | 183.3                           | 128.2                           | 161.9                           | 189.7                           | 143.9                           | 144.7                           | 164.9                           | 191.5                           | 2.057,9                         |
| Nguồn: Cục Khí tượng Nhật Bản            |                                 |                                 |                                 |                                 |                                 |                                 |                                 |                                 |                                 |                                 |                                 |                                 |                                 |